# Liste der Monuments historiques in Landrecourt-Lempire
Die Liste der Monuments historiques in Landrecourt-Lempire führt die Monuments historiques in der französischen Gemeinde Landrecourt-Lempire auf.

## Liste der Objekte
| Bezeichnung                | Beschreibung                                                               | Standort                                     | Kennzeichnung | Schutzstatus | Datum | Bild |
| -------------------------- | -------------------------------------------------------------------------- | -------------------------------------------- | ------------- | ------------ | ----- | ---- |
| Skulptur Heiliger Nikolaus | Holz, farbig gefasst und vergoldet, erste Hälfte des 19. Jahrhunderts      | Landrecourt, in der Kirche St-Maurice (Lage) | PM55001428    | Inscrit      | 1976  |      |
| Kanzel                     | Eichenholz, 18. Jahrhundert; aus dem ehemaligen Kapuzinerkloster in Verdun | Landrecourt, in der Kirche St-Maurice (Lage) | PM55001426    | Inscrit      | 1976  |      |
| Skulptur Madonna mit Kind  | Holz, farbig gefasst und vergoldet, 18. oder Anfang des 19. Jahrhunderts   | Landrecourt, in der Kirche St-Maurice (Lage) | PM55001427    | Inscrit      | 1976  |      |